# Сборная Польши по кёрлингу на колясках
Смешанная сборная Польши по кёрлингу на колясках — национальная сборная команда (в которую могут входить как мужчины, так и женщины), представляет Польшу на международных соревнованиях по кёрлингу на колясках. Управляющей организацией выступает Ассоциация кёрлинга Польши (пол. Polski Związek Piłki Curlingu, англ. Polish Curling Association).

## Результаты выступлений

### Чемпионаты мира
| Год       | Место          | И              | В              | П              | Состав |
| --------- | -------------- | -------------- | -------------- | -------------- | --- |
| 2002—2004 | не участвовали | не участвовали | не участвовали | не участвовали | не участвовали                                                                                             |
| 2005      | 15             | 7              | 0              | 7              | Eugeniusz Blaszczak (скип), Arkadiusz Pawlowski, Ireneusz Jonski, Magdalena Karlewska, Katarzyna Bielawska |
| 2007—2015 | не участвовали | не участвовали | не участвовали | не участвовали | не участвовали                                                                                             |

(данные отсюда:)

### Квалификационные турниры на чемпионаты мира
| Год     | Место | И  | В | П | Состав |
| ------- | ----- | -- | - | - | --- |
| 2006/07 | 6     | 8  | 3 | 5 | Eugeniusz Blaszczak (скип), Arkadiusz Pawlowski, Ireneusz Jonski, Magdalena Karlewska, Katarzyna Bielawska |
| 2007/08 | 7     | 8  | 3 | 5 | Eugeniusz Blaszczak (скип), Ireneusz Jonski, Maciej Karas, Magdalena Karlewska                             |
| 2008/09 | 8     | 9  | 2 | 7 | Boguslaw Sondej (скип), Andrzej Ferfecki, Stefan Chmielorz, Barbara Mazurkiewicz, Czeslaw Lawrynowicz      |
| 2012/13 | 11    | 10 | 1 | 9 | Eugeniusz Blaszczak (скип), Jaroslaw Gosz, Maciej Karas, Agnieszka Kachel, Jacek Wodzynski                 |

(данные отсюда:)

### Чемпионат мира по кёрлингу на колясках (группа Б)
| Год     | Место | И  | В | П | Состав |
| ------- | ----- | -- | - | - | --- |
| 2015/16 | 13    | 7  | 1 | 6 | Eugieniusz Blaszczak (скип), Ireneusz Jonski, Antoni Pardo, Agata Szymborska, Dorota Wozniak                                                                 |
| ...     |       |    |   |   | |
| 2022/23 | 11    | 5  | 1 | 4 | Michał Gasik-Daszkowski (скип), Łukasz Waszek, Dariusz Mikuła, Joanna Kozakiewicz, запасной: Monika Bodych тренер: Agnieszka Schroeder                       |
| 2023/24 | 4     | 12 | 7 | 5 | Łukasz Waszek (скип), Michał Gasik-Daszkowski, Monika Bodych, Joanna Kozakiewicz, запасной: Mariusz Włodarski, тренеры: Agnieszka Schroeder, Monika Wosinska |
| 2024/25 | 5     | 10 | 6 | 4 | Łukasz Waszek (скип), Michał Gasik-Daszkowski, Monika Bodych, Joanna Kozakiewicz, запасной: Agata Linde, тренеры: Pawel Frynia, Krzysztof Agaciak            |

(данные отсюда:)